# اچ‌ام‌اس اینگلشام (ام۲۶۱)
اچ‌ام‌اس اینگلشام (ام۲۶۱) (به انگلیسی: HMS Inglesham (M2601)) یک کشتی بود که طول آن ۱۰۰ فوت (۳۰ متر) بود. این کشتی در سال ۱۹۵۲ ساخته شد.